# Julio Crisosto
Julio Alberto Crisosto Zárate, (Iquique, 21 de marzo de 1950) es un exfutbolista chileno que se desempeñó como centrodelantero, destacando como goleador.

## Trayectoria
Sus inicios a los diez años de edad fueron en el club de barrio "Libertad", para pasar a los 14 años de edad al club "Boca Juniors" que competía en la primera serie de Iquique. Estudió en el Colegio Salesiano Don Bosco de Iquique e integró la selección de fútbol de ese colegio.
Nació futbolísticamente en 1967 defendiendo a Iquique en el Nacional Juvenil en Antofagasta. Ahí interesó a Universidad Católica jugando por esta institución, dos años en Juveniles y Selección Cadetes, para debutar en el primer equipo el año 1969 hasta el año 1973; año que la UC descendió a segunda división, debido a su talento como goleador fue transferido a Colo-Colo.
En 1974 fue contratado por Colo-Colo por el entendimiento en el juego que tenía en la selección con Carlos Caszely y Sergio Ahumada. Sin embargo, cuando se puso la camiseta blanca sus dos compañeros en la roja ya habían emigrado del club, esto no fue obstáculo para ser durante 4 temporadas, (1974 a 1977), el máximo goleador de Colo-Colo. Siendo el goleador del Torneo Oficial de la Primera División de Chile en 1974 con 28 goles convertidos.
En total en las 6 temporadas (1974 a 1979) en Colo-Colo marcó 97 goles, incluyendo 4 goles convertidos en la Copa Chile de 1974. En sus características de goleador destaca como uno de los cabeceadores más insigne que ha tenido el fútbol chileno.
Después de jugar por Colo-Colo su carrera siguié en provincia, pasó por Naval, dejó el club el ´80 y se fue a Grecia. En el año 1982 jugó en Deportes Arica, un fugaz paso por Santiago Wanderers para finalizar su campaña profesional den Deportes Linares.
Actualmente se encuentra en Chile viviendo en Huertos Familiares, Til-Til. 

## Selección nacional
Fue seleccionado chileno entre 1971 y 1977 marcando un total de 11 goles. Su gran amargura fue el hecho de ser excluido del plantel chileno que concurrió al Mundial de Alemania en 1974, esto, según indicó él, debido a presiones externas: "influyó mucho el preparador físico, Gustavo Graef y Carlos Reinoso, para llevar a “Pata Bendita” (Osvaldo Castro). “Pata Bendita” venía lesionado. ‘Así’ con un tobillo. Carlos Reinoso creo que lo amenazó al “Zorro” y Graef quiso llevar al “Lulo” Socías. (...) Después los cabros me decían que él (Luis Alamos) había dicho que uno de los pecados más grandes era no haberme llevado al Mundial. Lo reconoció".

### Participaciones en Copa América
| Copa                | Sede                | Resultado           | PJ | Goles |
| ------------------- | ------------------- | ------------------- | -- | ----- |
| Copa América 1975   | Sudamérica          | Fase de grupos      | 1  | 1     |
| Total de su carrera | Total de su carrera | Total de su carrera | 1  | 1     |

### Participaciones en Eliminatorias
| Eliminatorias                    | País                | Resultado           | PJ | Goles |
| -------------------------------- | ------------------- | ------------------- | -- | ----- |
| Clasificatorias a Alemania 1974  | Alemania Occidental | Clasificado         | 3  | 1     |
| Clasificatorias a Argentina 1978 | Argentina           | Eliminado           | 1  | 0     |
| Total de su carrera              | Total de su carrera | Total de su carrera | 4  | 1     |

## Clubes
| Club                      | País   | Año       |
| ------------------------- | ------ | --------- |
| Universidad Católica      | Chile  | 1969-1973 |
| Colo-Colo                 | Chile  | 1974-1979 |
| Naval                     | Chile  | 1980-1981 |
| Panathinaikos Fútbol Club | Grecia | 1981      |
| Deportes Arica            | Chile  | 1982      |
| Santiago Wanderers        | Chile  | 1983      |
| Deportes Linares          | Chile  | 1983      |

## Palmarés

### Campeonatos nacionales
| Título           | Club      | País  | Año  |
| ---------------- | --------- | ----- | ---- |
| Copa Chile       | Colo-Colo | Chile | 1974 |
| Primera División | Colo-Colo | Chile | 1979 |

### Distinciones individuales
| Distinción                                | Año  |
| ----------------------------------------- | ---- |
| Máximo goleador Primera División de Chile | 1974 |